# Pendung Mudik
Pendung Mudik is een bestuurslaag in het regentschap Kerinci van de provincie Jambi, Indonesië. Pendung Mudik telt 868 inwoners (volkstelling 2010).